# Riccardo Pradella
Riccardo Pradella (Dobbiaco, 1943 – Milano, 25 agosto 2012) è stato un paroliere, attore e regista italiano.

## Biografia
Si diploma all'"Accademia dei Filodrammatici" di Milano con la medaglia d'oro nel 1966, ed esordisce con lo spettacolo "Se questo è un uomo" con la regia di Gianfranco De Bosio. 
Successivamente partecipa come attore in altri spettacoli teatrali.
Nel 1968 scrive il testo di Da bambino, su musica di Renato Angiolini, che nell'interpretazione di Massimo Ranieri e i Giganti partecipa al Festival di Sanremo 1968; nello stesso anno scrive anche il testo di Un minuto e non di più, su musica di Detto Mariano, per Milena Cantù.
L'anno successivo scrive il testo di John Brown e Alice, su musica di Ico Cerutti, incisa da Enrico Maria Papes, batterista dei Giganti.
Nel 1972 partecipa a Un disco per l'estate con Sono nel sogno verde di un vegetale, interpretata dai Giganti.
Alla Siae risultano depositate a suo nome 55 canzoni
Assieme a Paride Calonghi riapre nel 1970 il "Teatro Filodrammatici" di Milano, dopo che questo durante la seconda guerra mondiale fu distrutto dai bombardamenti.
Oltre alle sue numerose esperienze teatrali, egli ha avuto alcune esperienze televisive e radiofoniche.
Per molti anni è stato apprezzato docente di recitazione presso l'Accademia dei Filodrammatici.
A partire dal 2014 l'Accademia dei Filodrammatici ha istituito un premio in suo onore.